# توری اندرسون
توری اندرسون (انگلیسی: Tori Anderson؛ زادهٔ ۱۹۸۸/۱۹۸۹ (۳۵–۳۶ سال)) بازیگر اهل کانادا است. وی در ماجراهای مرداک، نقطه کور و  جان بها بازی کرده است.
و در لیست 100 زن جذاب از مجله پلی بوی است

## فیلم شناسی
- اسمالویل - ۲۰۰۴
- ۴۴۰۰ - ۲۰۰۷
- پیام اضطراری - ۲۰۱۲
- ماجراهای مرداک - ۲۰۱۲
- پلیس‌های تازه‌کار - ۲۰۱۲
- مرز جنون - ۲۰۱۲
- انبار ۱۳ - ۲۰۱۴
- حکومت - ۲۰۱۵
- کیل‌جویز - ۲۰۱۶
- نقطه کور - ۲۰۱۷
- جان‌بها - ۲۰۱۹